# Ulla Schmidt
Ursula „Ulla” Schmidt (ur. 13 czerwca 1949 w Akwizgranie) – niemiecka polityk i nauczycielka, działaczka Socjaldemokratycznej Partii Niemiec (SPD), długoletnia posłanka do Bundestagu, w latach 2001–2009 minister zdrowia, od 2002 do 2005 również minister spraw społecznych.

## Życiorys
Kształciła się na RWTH Aachen oraz na Fernuniversität in Hagen, uniwersytecie prowadzącym studia metodą d-learningu. Specjalizowała się w pedagogice specjalnej i kształceniu dzieci mających trudności w uczeniu się. Pracowała następnie w wyuczonym zawodzie.
Początkowo związana z maoistowskim ugrupowaniem Kommunistischer Bund Westdeutschland, kandydowała z jego ramienia w 1976 do Bundestagu. W 1983 dołączyła do Socjaldemokratycznej Partii Niemiec. Przez kilka lat do 1992 była radną miejską w Akwizgranie. Zaangażowała się w działalność społeczną m.in. w ramach Niemieckiego Komitetu ds. UNESCO i Instytutu Goethego.
W 1990 po raz pierwszy została wybrana do niższej izby niemieckiego parlamentu. Z powodzeniem ubiegała się o reelekcję w wyborach w 1994, 1998, 2002, 2005, 2009, 2013 i 2017.
Od 1998 do 2001 była wiceprzewodniczącą frakcji poselskiej SPD. W styczniu 2001 dołączyła do pierwszego rządu Gerharda Schrödera, obejmując stanowisko ministra zdrowia. Pozostała na nim również w powołanym w październiku 2002 drugim gabinecie tego kanclerza (jako minister zdrowia i spraw społecznych). W listopadzie 2005 została ministrem zdrowia w utworzonym wówczas pierwszym rządzie Angeli Merkel, sprawując ten urząd do października 2009. W 2009 została odsunięta od kampanii wyborczej socjaldemokratów, gdy ujawniono, że w Hiszpanii skradziono jej służbowy samochód, którym wyjechała tam na prywatne wakacje. W 2013 wybrano ją na wiceprzewodniczącą Bundestagu.